# Anthophora chinensis
Anthophora chinensis är en biart som beskrevs av Heinrich Friese 1919. Anthophora chinensis ingår i släktet pälsbin, och familjen långtungebin. Inga underarter finns listade i Catalogue of Life.